# Гија де Исора
Гија де Исора (шп. Guía de Isora) град је у Шпанији у аутономној заједници Канарска Острва у покрајини Санта Круз де Тенерифе. Према процени из 2017. у граду је живело 20 460 становника.

## Становништво
Према процени, у граду је 2017. живело 20 460 становника.
| 1970.  | 1981.  | 1991.  | 2001.  | 2011.  | 2017.  |
| ------ | ------ | ------ | ------ | ------ | ------ |
| 10 026 | 10 145 | 11 915 | 15 418 | 20 396 | 20 460 |